# Ouverture Comique
Ouverture Comique är en komposition (utan opusnummer) av Johann Strauss den yngre eller Richard Genée. Den spelades förmodligen första gången 1845 i Wien.

## Historia
Första gången detta ungdomsverk nämns är den 3 mars 1845 då tidningen Der Sammler skrev: "Johann Strauss den yngre, den unge och begåvade kompositören, har skrivit en fantasia och variationer över Rudolph Willmers berömda ['Concert-Etude für das Pianoforte' op. 28] 'Pompa di festa', och har redan arrangerat den för stor orkester. Experter på området bedömer denna komposition som ytterst genial och av hög klass. Han [Strauss] har också komponerat en storskalig ouvertyr vilken är lika effektiv och full av material som den är ny och överraskande. De strålande uppoffringarna visar att han har beträtt en ny väg i sin karriär och försöker utklassa alla andra genom att producera, vid sidan om valserna och andra dansstycken, kompositioner av äkta musikvärde och dignitet. Han kommer framföra dessa utsökta stycken inom kort". Den 6 mars 1845 annonserade Wiener Zeitung att Johann Strauss skulle framträda vid säsongsfinalen på Zum Sperl den 8 mars och dirigera "seriös instrumentalmusik" inklusive det första framförandet av en "Grand Fantasia, 'La pompa di festa'". Ouvertyren nämns inte men en indirekt referens till den görs i Allgemeine Wiener Musik-Zeitung den 13 mars 1845 då tidningen bekräftar det första framförandet av "Grand Fantasi" på Zum Sperl den 8 mars och lägger till att Strauss även framförde "sina andra seriösa kompositioner", dit ouvertyren borde ha räknats.
Den 6 augusti 1846 annonserade Die Gegenwart att: "Strass den yngre kommer framföra ouvertyren och andra musikstycken" vid en festival på Kuglers Badhaus den 12 augusti. Förseningar ledde till att konserten sköts upp till den 19 augusti. Två dagar senare skrev Die Gegenwart en rapport om den "magnifika" festivalen: "Strauss den yngre lät sina senaste verk ljuda, den behagliga 'Zigeunerin-Quadrille' [op. 24], den vackra 'Die Zillerthaler' [op. 30] och en ny ouvertyr, som dock inte gjorde något större intryck". Frågan är om det var samma ouvertyr som Strauss framförde 1845?
I musikarkivet i "Wiener Stadt- und Landesbibliothek" i Wien finns ett musikmanuskript med inskriptionen: "'Ouverture comique' av Jean Strauss junior. Skriven för violin, physharmonika [en stor harmonium] och piano. (Ungdomsverk av Johann Strauss.) Opublicerad och oredigerad. Arrangerad för violin och piano av Fritz Lange". Det är inte känt vad som hände med det material som Fritz Lange använde sig av för arrangemanget. Straussforskaren Fritz Lange (1873-1933) nämner inte verket i den katalog han sammanställde till Johann Strauss-utställningen i Wien 1931, inte heller visades originalmanuskriptet. Verket finns inte heller med i Eduard Strauss lista över verk framförda av Straussorkestern. Märkligt nog återfinns verket på ett konsertprogram för den 11 december 1892, då Eduard Strauss och Straussorkestern spelade vid en av deras söndagskonserter i Gyllene salen i Musikverein: "'Ouverture comique', komponerad och framförd av Johann Strauss på Café Dommayer 1844". Det verkar som om Eduard Strauss misstog sig på året då verket nämndes första gången den 3 mars 1845 i tidningen Der Sammler.
Inget av musikmaterialet i Ouverture Comique kan spåras i någon av Strauss första musikaliska "skissböcker", inte heller förekommer några av dess melodier i de många pastisch-baletter och -operetter som florerade efter Johann Strauss död 1899.

## Om verket
Speltiden är ca 7 minuter och 18 sekunder plus minus några sekunder beroende på dirigentens musikaliska tolkning.

## Weblänkar
- Ouverture Comique i Naxos-utgåvan.